# Bidenichthys
Bidenichthys es un género de peces ofidiformes de la familia Bythitidae.

## Especies
Se reconocen las siguientes especies:
- Bidenichthys beeblebroxi
- Bidenichthys capensis
- Bidenichthys consobrinus